# Milan Fretin
Milan Fretin (Genk, 19 maart 2001) is een Belgisch wielrenner die vanaf 2024 voor Cofidis uitkomt.

## Carrière
Fretin komt uit op zowel de baan als de weg. In 2022 won hij op de Belgische kampioenschappen baanwielrennen zilveren medailles bij de afvalkoers en sratch.
Zijn eerste professionele overwinning op de weg behaalde Fretin in de eerste editie van de SD Worx BW Classic, in 2023.

## Palmares

### Op de baan
| Jaar | BK                   | EK | WK | Overige |
| ---- | -------------------- | -- | -- | ------- |
| 2022 | afvalkoers · scratch |    |    |         |

### Op de weg
2023
SD Worx BW Classic
2024
1e etappe Vierdaagse van Duinkerke
2e etappe Ronde van Poitou-Charentes in Nouvelle-Aquitaine
2025
Clásica de Almería
4e etappe Ronde van Algarve
Ronde van Limburg

#### Resultaten in voornaamste wedstrijden
| Jaar | Ronde van Italië | Ronde van Frankrijk | Ronde van Spanje |
| ---- | ---------------- | ------------------- | ---------------- |
| 2022 |                  |                     |                  |
| 2023 |                  |                     |                  |
| 2024 |                  |                     |                  |
| 2025 | opgave           |                     |                  |

| Jaar | Gent-Wevelgem | Parijs-Roubaix | Parijs-Tours |
| ---- | ------------- | -------------- | ------------ |
| 2022 | opgave        |                |              |
| 2023 | opgave        | 118e           |              |
| 2024 | 73e           | buit.tijd      | 37e          |
| 2025 |               |                |              |

#### Resultaten in kleinere rondes
| Jaar | UAE Tour |
| ---- | -------- |
| 2024 |          |

## Ploegen
- 2021 –  Lotto-Soudal U23
- 2022 –  Topsport Vlaanderen-Baloise
- 2023 –  Team Flanders-Baloise
- 2024 –  Cofidis
- 2025 –  Cofidis

Apers · Berckmoes · Bonneu · Braet · Colman · 
De Pestel · De Vylder · De Wilde · Dens · 
Fretin · Ghys · Herregodts · Hesters · Marit · Mertens · Reynders · Van Poucke · Van Rooy · Vanhoof · Verwilst · Weemaes
Apers · Berckmoes · Bonneu · Braet · Claeys · Clynhens · Colman · De Pestel · De Vylder · De Wilde · Dens · Fretin · Gerits · Hesters · Maris · Van Hemelen · Van Poucke · Vandenbranden · Vanhoof · Verwilst
Allegaert · Aniołkowski · Champion · Coquard · De Gendt · Debeaumarché · Elissonde · Fernández · Finé · Fretin · Geschke · Gougeard · Hermans · Herrada · G. Izagirre · J. Izagirre · Knight · Lastra · Mahoudo · Mariault · Martin · Noppe · Oldani · Perez · Renard · Robeet · Thomas · Toumire · Wood · Zingle · Coppens (stagiair) · Gruszczynski (stagiair) · Larmet (stagiair)
Allegaert · Aniołkowski · Aranburu · Buchmann · Carr · Coquard · De Gendt · Debeaumarché · Ferron · Finé · Fretin · Herrada · Izagirre · Izquierdo · Knight · Lastra · Maas · Mahoudo · Maisonobe · Moniquet · Oldani · Ourselin · Perez · Renard · Robeet · Samitier · Teuns · Thomas · Toumire · Touzé